# Cyclocardia ovata
Cyclocardia ovata is een tweekleppigensoort uit de familie van de Carditidae. De wetenschappelijke naam van de soort is voor het eerst geldig gepubliceerd in 1952 door Riabinina.